# 今井伊佐男
今井 伊左男（いまい いさお、1954年6月5日 - ）は、元日本テレビ社員。

## 略歴
- 1973年3月 神奈川県立平塚江南高等学校卒業。
- 1977年3月 早稲田大学政治経済学部卒業。
- 1977年4月 日本テレビ入社（編成局アナウンス部配属）。同期は小山田春樹、荻原弘子。
- 2000年2月 日本テレビコンテンツ事業局コンテンツ事業推進部国内番組販売担当副部長。
- 日本テレビコンテンツ事業局マルチユース事業部長。
- 日本テレビネットワーク室次長・ネットワーク部長。
- 日本テレビメディア戦略局次長・ネットワークセンター長・ネットワーク部長・NNS事務局長。
- 2008年6月 子会社のラジオ日本常務取締役総務局長。
- 2009年6月 ラジオ日本常務取締役編成局長。
- 2011年7月 ラジオ日本出向を終え、日本テレビスポーツ局業務管理担当局次長。
- 2012年6月1日 日本テレビスポーツ局調査役。
- 日本テレビ小鳩文化事業団常務理事（常勤）。

## エピソード
- 早稲田大学時代の学部・アナウンス研究会の1年先輩に田中和彦がいる。ただ田中が1年留年しているため、卒業年が一緒である。日本テレビ系列のアナウンサーとして同期である。
- 日本テレビアナウンサー時代は、同年代の若林健治と共に40歳を超えても独身を貫いていた。
- 2000年9月に発売された、スクウェア（現・スクウェア・エニックス）の野球ゲーム「劇空間プロ野球」の実況を担当した。声はコンテンツ事業推進部異動直前(1999年頃)に収録されたものである。
- プロ野球中継の実況を数多く担当しているが、意外にも日本シリーズの実況は1989年の巨人対近鉄第3戦のみであり[1]、巨人のシーズン開幕戦（開催が東京ドームのときのみ）、オールスターの実況は1度も経験していない。プロ野球中継のほかにサッカー中継の実況も担当しており、トヨタカップの実況を1990年から1992年までの3年間担当したことがある。

## 出演

### 日本テレビアナウンサー時代
- 劇空間プロ野球（実況 1977～1999）
- ジパングあさ6（スポーツキャスター ?～1998.10）
- ルックルックこんにちは（ドキュメント女ののど自慢ナレーター、若林アナがアール・エフ・ラジオ日本へ出向中に担当）
- ザ・ワイド
- NNNニューススポット
- NNNきょうの出来事（スポーツキャスター 1990.4～1993.3）
- 小鳩の愛 〜eye〜（2014.4-2019.6.30） - 日本テレビ小鳩文化事業団常任理事として

### ラジオ日本時代
- ザ・流行歌（月／ナイター中継の無い火 - 金・日　21:00 - 21:30）
- 読売新聞ニュース（火曜日日勤）
- 各種ナレーション